# Fermín Gordejuela Roncal
Fermín Gordejuela Roncal (Pamplona, 26 d'agost de 1933 - Sant Sebastià, 18 d'octubre de 2006) fou un futbolista navarrès de la dècada de 1950.

## Trajectòria
Gordejuela jugava a la posició de defensa o de mig volant defensiu. Format al CD Oberena de Pamplona, inicià la seva trajectòria professional al CA Osasuna durant la temporada 1950-51 a les ordres de Cuqui Bienzobas. Fitxà per la Reial Societat la temporada 1953-54, club on esdevingué un jugador bàsic per l'equip a primera divisió. En vuit temporades al conjunt basc disputà 242 partits oficials, 212 de Lliga, 27 de Copa i tres de promoció, marcant 14 gols. Durant aquests anys arribà a ser Internacional amb la selecció espanyola B la temporada 1957-58. El 3 d'agost de 1961 demanà la carta de llibertat per fitxar pel RCD Espanyol, on jugà dues temporades i on visqué un descens a Segona i un ascens a Primera la temporada següent.
 Finalitzà la seva carrera al Granada CF i al Real Unión.